# Thordisa rubescens
Thordisa rubescens är en snäckart som beskrevs av Wilhelm Julius Behrens och R. Henderson 1981. Thordisa rubescens ingår i släktet Thordisa och familjen Discodorididae. Inga underarter finns listade i Catalogue of Life.